# Cololejeunea ephemeroides
Cololejeunea ephemeroides là một loài Rêu trong họ Lejeuneaceae. Loài này được (R.M. Schust.) Stotler & Crand.-Stot. mô tả khoa học đầu tiên năm 1977.